# Министерство общественных работ ЮАР
Министерство общественных работ ЮАР несет ответственность за обеспечение жильем и услуги по управлению имуществом всех других министерств правительства Южной Африки. Оно также отвечает за развитие национальной Расширенной программы общественных работ и стимулирование преобразования строительства и недвижимой промышленности в Южной Африке.

## Отделы
- политики

Расширенной программы общественных работ
- управления активами
- Финансов и закупок
- операционный
- Управление человеческими ресурсами
- информационных технологий